# Puigventós (Castellar del Riu)
Puigventós és una masia del segle xvi del municipi de Castellar del Riu, situada a 1.500 m d'altitud. Les 115 hectàrees de la finca es troben en part dins de l'Espai d'interès natural de la Serra d'Ensija-Rasos de Peguera.
Actualment l'edifici es destina a allotjament de turisme rural.